# Maitum
Maitum è una municipalità di terza classe delle Filippine, situata nella Provincia di Sarangani, nella regione di Soccsksargen.
Maitum è formata da 19 baranggay:
- Bati-an
- Kalaneg
- Kalaong
- Kiambing
- Kiayap
- Mabay
- Maguling
- Malalag (Pob.)
- Mindupok
- New La Union
- Old Poblacion (Maitum)
- Pangi (Linao)
- Pinol
- Sison (Edenton)
- Ticulab
- Tuanadatu
- Upo (Lanao)
- Wali (Kambuhan)
- Zion